# Комаровка (Молдова)
Комаро́вка (рум. Comarovca) — село в Фалештском районе Молдавии. Наряду с сёлами Натальевка, Белеуцы, Ивановка, Поповка и Цапок входит в состав коммуны Натальевка.

## История
Село Комаровка основано в 1913 году. Первоначально носило название Кэмэрень, при советской власти населенный пункт переименовали в Комаровку

## География
Село расположено на высоте 176 метров над уровнем моря в 28 км от города Фалешты и 125 км от Кишинёва.

## Население
По данным переписи населения 2004 года, в селе Комаровка проживает 288 человек (133 мужчины, 155 женщин).
Этнический состав села:
| Национальность | Число жителей | Процентный состав |
| -------------- | ------------- | ----------------- |
| украинцы       | 239           | 82.99             |
| молдаване      | 33            | 11.46             |
| русские        | 13            | 4.51              |
| поляки         | 1             | 0.35              |
| прочие         | 2             | 0.69              |
| Всего          | 288           | 100 %             |